# Jane Thorne
Jane Mary Thorne, baronesa de Pierres (1821-7 de febrero de 1873), fue una cortesana estadounidense. Sirvió como dama del palacio de la emperatriz Eugenia de Montijo.

## Biografía
Nacida en Nueva York, fue hija de Jane Mary Jauncey y del coronel Herman Thorne, un millonario particularmente influyente durante el reinado de Luis Felipe. Contrajo matrimonio el 7 de junio de 1842 con Eugène Stéphane de Pierres, barón de Pierres, oficial de la Legión de Honor (16 de agosto de 1864), diputado (1863-1870) y primer escudero hacia 1876 de la emperatriz Eugenia de Montijo, a quien Jane había servido como dama del palacio. Considerada la más hermosa de la obra La Emperatriz Eugenia rodeada de sus damas de compañía (1855), Jane, excelente amazona, solía fumar en secreto una pipa de arcilla, además de deleitar a la emperatriz con su argot americano. Fruto de su matrimonio, Jane tuvo tres hijos:
- Henri Stéphane de Pierres (1843-1906), casado en noviembre de 1877 con Marie Madeleine Charlotte Verminck.

- Hermann Fortuné Marie de Pierres (1845-1893), casado el 20 de mayo de 1874 con Marie Louise Félicité Deneux.

- Jeanne Marie de Pierres (nacida en 1848), casada el 2 de agosto de 1891 con Charles Ollivier Jules Bellivier de Prin.

Murió el 7 de febrero de 1873, poco después de la caída del Segundo Imperio francés tras la batalla de Sedán.